# Contra las cuerdas (película)
Against the Ropes, titulada en castellano Contra las cuerdas en España e Hispanoamérica, es una película dramática estrenada el 20 de febrero de 2004 en Estados Unidos y el 11 de junio del mismo año en España. Protagonizada por Meg Ryan y Omar Epps, fue dirigida por Charles S. Dutton.

## Argumento
Jackie Kallen (Meg Ryan) es una intrépida y dura mánager de boxeo (antes fue secretaria) que nada tiene que envidiar a sus compañeros de profesión masculinos. Jackie está completamente empeñada en conseguir que un chico normal, llamado Luther Shaw (Omar Epps), se convierta en toda una estrella reconocida del mundo del boxeo profesional.
Para ello contrata al prestigioso entrenador ya retirado Felix Reynolds (Charles S. Dutton) con el fin de que entrene al muchacho que ella tiene en mente. Pero antes de que todos consigan su sueño tendrán que enseñarle al novato lo que supone pelear en un ring de boxeo profesional y tener enfrente a un adversario y encontrarse contra las cuerdas.

## Reparto
- Meg Ryan como Jackie Kallen.
- Omar Epps como Luther Shaw.
- Charles S. Dutton como Felix Reynolds.
- Tony Shalhoub como Sam LaRocca.
- Kerry Washington como Reneé.

## Estreno
- Estados Unidos: 20 de febrero de 2004
- Canadá: 20 de febrero de 2004
- México: 12 de marzo de 2004
- Panamá: 16 de abril de 2004
- Sudáfrica: 23 de abril de 2004
- Irlanda: 14 de mayo de 2004
- Reino Unido: 14 de mayo de 2004
- Suecia: 21 de mayo de 2004
- Dinamarca: 11 de junio de 2004
- España: 11 de junio de 2004
- Alemania: 24 de junio de 2004
- Baréin: 30 de junio de 2004
- Francia: 30 de junio de 2004
- Italia: 2 de julio de 2004
- Bélgica: 21 de julio de 2004
- Emiratos Árabes Unidos: 21 de julio de 2004
- Países Bajos: 22 de julio de 2004
- Australia: 12 de agosto de 2004
- Islandia: 26 de agosto de 2004 (video premier)
- Japón: 27 de agosto de 2004 (video premier)
- Argentina: 8 de septiembre de 2004 (video premier)
- Polonia: 23 de septiembre de 2004 (DVD premier)
- Hungría: 26 de octubre de 2004 (DVD premier)
- Kuwait: 12 de abril de 2006

## Recepción crítica y comercial
Según la página de Internet Rotten Tomatoes obtuvo un 12% de comentarios positivos, llegando a la siguiente conclusión: “Blanda y con todos los tópicos reunidos sobre películas sobre deportes.” Destacar el comentario del crítico cinematográfico Peter Travers:

”Meg Ryan (que es un error de casting) lo intenta con un acento de Detroit y un guion que no va a ningún lado.”
Peter Travers.

Según la página de Internet Metacritic obtuvo críticas negativas, con un 36%, basado en 36 comentarios de los cuales 2 son positivos. Recaudó algo más de 5 millones de dólares en Estados Unidos. Sumando las recaudaciones internacionales la cifra asciende a 6.6 millones. El presupuesto invertido fue de aproximadamente 39 millones.

## Localizaciones
Against the Ropes se rodó entre el 11 de marzo y el 16 de mayo de 2002 en diversas localizaciones de Estados Unidos y Canadá. Destacando poblaciones como Cleveland, Detroit (ambas en Estados Unidos), Ontario y Hamilton (ambas en Canadá).

## DVD
Against the Ropes salió a la venta el 23 de noviembre de 2004 en España, en formato DVD. El disco contiene menús interactivos, acceso directo a escenas, subtítulos en múltiples idiomas, tráiler cinematográfico y documental: la reina del ring Jackie Kallen, ayer y hoy. En Estados Unidos salió a la venta el 23 de julio de 2007, en formato DVD y en edición especial. El disco contiene menús interactivos, acceso directo a escenas y subtítulos en múltiples idiomas.